# سیارک ۸۹۳۹
سیارک ۸۹۳۹ (به انگلیسی: 8939 Onodajunjiro، نامگذاری:1997BU1) هشت هزار و نهصد و سی و نهمین سیارک کشف شده‌است که در ۲۹ ژانویه ۱۹۹۷ کشف شد.
قدر مطلق سیارک برابر ۲۹٫۵ است.